# Robert Köckritz
Robert Bruno Köckritz (* 2. Oktober 1879 in Großcotta; † nach 1942) war ein deutscher Bauingenieur und Manager der Baustoffindustrie.

## Leben
Der Sohn des Sandsteinindustriellen Robert Hermann Köckritz und Marie, geb. Kleeberg, besuchte die Realschule in Pirna und die Annenschule in Dresden. Anschließend studierte er Ingenieurwissenschaften ab der Technischen Hochschule Dresden und wurde Mitglied des Corps Marcomannia Dresden. 1904 legte er das Examen zum Diplom-Ingenieur ab. Anschließend absolvierte er eine vierjährige Ausbildung bei der sächsischen Straßen- und Wasserbauverwaltung, die er 1908 mit der Ernennung zum Regierungsbaumeister abschloss. 1909 wechselte er in die Hartsteinindustrie. 1910 wurde er Prokurist und 1913 Direktor und alleiniger Geschäftsführer der Firma Steinwerk Koschenberg. vormals Alfred Roscher, Reg.-Baumeister, GmbH, die die Herstellung von Straßenbaustoffen, Betonzuschlagstoffen und Betonwaren betrieb.
Köckritz war Vorsitzender des Verbandes Lausitzer Schotterwerke e. V. in Dresden und Vorstandsmitglied der Sektion 10 der Steinbruchs-Berufsgenossenschaft. Im Ersten Weltkrieg diente er als Kriegsfreiwilliger beim 2. Garde-Fußartillerie-Regiment. 1917 wurde er als Leutnant der Landwehr zur Wiederaufnahme seiner Ziviltätigkeit aus dem Dienst des Heeres entlassen. Als Auszeichnung erhielt er das Eiserne Kreuz II. Klasse. Er war verheiratet mit Lydia Roscher, mit der er eine Tochter und einen Sohn hatte.